# Solanum guamense
Solanum guamense är en potatisväxtart som beskrevs av Merrill. Solanum guamense ingår i släktet skattor som ingår i familjen potatisväxter. Inga underarter finns listade i Catalogue of Life.